# Begunje na Gorenjskem
Begunje na Gorenjskem so vas v Občini Radovljica z okoli 1.000 prebivalci na nadmorski višini 586 m pod Begunjščico (2063 m).

## Krajevne znamenitosti
- V bližini so delno obnovljene ruševine gradu Kamna, ki so ga Ortenburžani zgradili v 12. stoletju.
- Med II. svetovno vojno so bili v graščini Katzenstein gestapovski zapori. Danes je del poslopja preurejen v muzej talcev, del pa je Psihiatrična bolnišnica Begunje.
- Grobišče talcev v dolini Drage.
- Danes je kraj znan po tovarni Elan in ansamblu bratov Avsenik, ki sta se rodila v Begunjah in imata tam tudi družinsko gostilno.

## Znane osebnosti
- Roman Albreht (1921–2006), pravnik, poslanec Zvezne skupščine SFRJ in univerzitetni profesor
- Slavko Avsenik (1929–2015), harmonikar in skladatelj
- Anton Bonaventura Jeglič (1850–1937), ljubljanski škof
- Ivan Kacijanar (1491–1539), kranjski general in deželni glavar
- Stane Krašovec (1905–1991), ekonomist, univerzitetni profesor in član SAZU
- Vilko Ovsenik (1928–2017), klarinetist, skladatelj in aranžer
- Jakob Prešern (1888–1975), pravnik, pisatelj, potopisec in fotograf

## Cerkve
- Cerkev sv. Urha
- Cerkev sv. Petra na hribu Svetega Petra nad Begunjami